# Kulturåret 1747

## Händelser
- Okänt datum - Syrinx uppförs i Stockholm med Elisabeth Lillström, Peter Lindahl, Petter Stenborg, Johanna Löfblad och Elisabeth Olin i rollerna.
- Samuel Richardsons roman Clarissa Harlowe utkommer

## Födda
- 26 mars - Elis Schröderheim (död 1795), svensk ämbetsman och ledamot av Svenska Akademien.
- 27 maj - Malte Ramel (död 1824), svenskt riksråd och ledamot av Svenska Akademien.
- okänt datum - Margareta Seuerling (död 1820), svensk skådespelare och teaterdirektör.

## Avlidna
- 8 oktober - Maria Tegenschöld, svensk pjäsförfattare.